# 三星Galaxy S20
三星Galaxy S20系列是三星電子設計、開發、銷售和製造的智能手機系列產品，是Galaxy S系列的一部分。它是Galaxy S10的繼承者，並於2020年2月11日在三星的Galaxy Unpacked活動中亮相。
除了規格改進外，相對先前型號的主要升級還包括具有120Hz影格率的顯示螢幕和改進的相機系統，支援8K影片錄影和30-100倍的超高解析度變焦，S20 Ultra為100倍變焦，取決於不同型號。
Galaxy S20和S20+分別具有6.2英寸顯示螢幕和6.7英寸顯示螢幕，而S20 Ultra則具有6.9英寸顯示螢幕。三款機型均支援5G。Galaxy S20系列於3月6日在美國上市，歐洲則在3月13日上市。

## 系統規格

### 處理器
兩個處理器有三星電子製造的三星Exynos 990與高通驍龍。依全球地區市場選擇性擇一使用。

### 行動通訊
Galaxy S20全系列由於採用三星Exynos 990或高通骁龙芯片，基本上它有支援5G標準的連線能力，但是全球各國與地區支援的頻段有所不同。台灣上市版本的5G連線只支援FR1頻段（sub-6與5G非獨立組網）。威訊無線版本的5G支援FR2頻段相容毫米波。

### 區域網路
支援的无线局域网有802.11a/b/g/n/ac/ax與MIMO，下載速率與上傳皆可達到1.2Gbps。

### 相機
S20
- 主相機 1200 萬像素主鏡頭

f/1.8 光圈
OIS 光學防手震
Super Speed DualPixel 雙像素對焦 IMX555、F1.8 光圈、1/1.76吋、1.8μm、Super Speed Dual Pixel AF
FOV 79 度
- 主相機（望遠） 6400 萬像素

f/2.0 光圈
1.1x 光學變焦
混合 3x 光學變焦
最高 30x 超高倍變焦
OIS 光學防手震
FOV 76 度 S5KGW2、F2.0 光圈、1/1.7吋、0.8μm、PDAF
- 主相機（超廣角） 1200 萬像素

f/2.2 光圈
FOV 120 度 S5K2LA、F2.2 光圈、1/2.55吋、1.4μm
- 主相機（輔助）不支援
- 前相機 1000 萬畫素 f/2.2 光圈

支援雙像素自動對焦
FOV 80 度
S20+
- 主相機 1200 萬像素主鏡頭

f/1.8 光圈
OIS 光學防手震
Super Speed DualPixel 雙像素對焦 IMX555、F1.8 光圈、1/1.76吋、1.8μm、Super Speed Dual Pixel AF
FOV 79 度
- 主相機（望遠） 6400 萬像素

f/2.0 光圈
1.1x 光學變焦
混合 3x 光學變焦
最高 30x 超高倍變焦
OIS 光學防手震
FOV 76 度 S5KGW2、F2.0 光圈、1/1.7吋、0.8μm、PDAF
- 主相機（超廣角） 1200 萬像素

f/2.2 光圈
FOV 120 度 S5K2L3、F2.2 光圈、1/2.55吋、1.4μm
- 主相機（輔助）ToF 3D 感測鏡頭

可用於景深計算與測量
- 前相機 1000 萬畫素 f/2.2 光圈

支援雙像素自動對焦
FOV 80 度
S20 Ultra
- 主相機 1億800 萬像素主鏡頭

f/1.8 光圈
OIS 光學防手震
九合一像素夜景
FOV 79 度 S5KHM1、F1.8 光圈、1/1.33 吋、0.8μm、PDAF
- 主相機（望遠）

4800 萬像素
f/3.5 光圈
4x 光學變焦
混合 10x 光學變焦
最高 100x 超高倍變焦
OIS 光學防手震 
FOV 24 度 IMX586、F3.5 光圈、1/2吋、PDAF
- 主相機（超廣角）

1200 萬像素
f/2.2 光圈
FOV 120 度 S5K2L3、F2.2 光圈、1/2.55吋、1.4μm
- 主相機（輔助）ToF 3D 感測鏡頭

可用於景深計算與測量
- 前相機 4000 萬畫素 f/2.2 光圈

四合一像素合併
支援自動對焦
FOV 80 度

### 電池

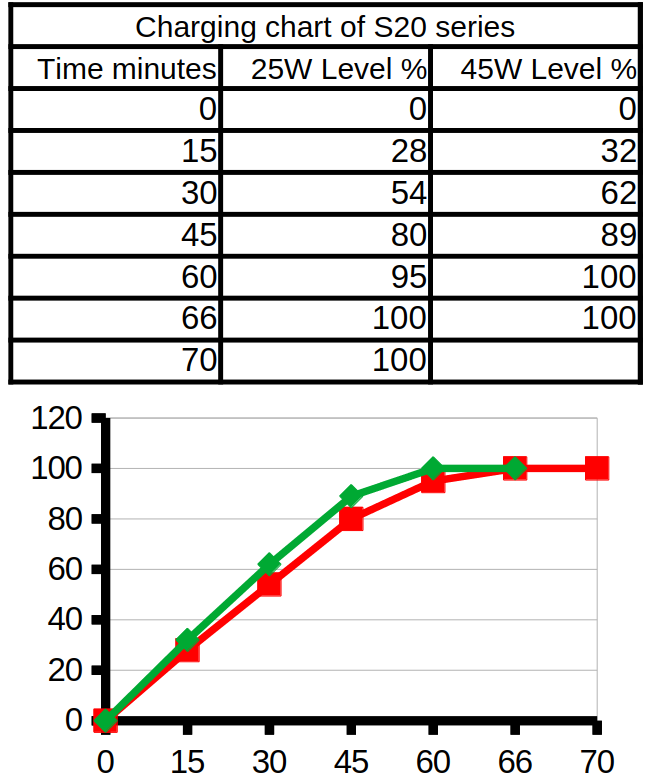
充電圖表

三星Galaxy S20系列都是使用不可自行拆除的鋰離子聚合物電池，有線充電使用USB Type-C。25瓦超快速充電支援USB PD 3.0 PPS，相容所有能支援25瓦的充電器，但是只有S20 Ultra與Note10+一樣是支援45瓦超快速充電2.0。可支援15瓦Qi無線充電，也可支援45瓦反向無線充電給其他裝置稱之為無線電力共享。

### 儲存
| 種類 | S20       | S20+      | S20 Ultra |
| ---- | --------- | --------- | --------- |
| 種類 | RAM/Mem   | RAM/Mem   | RAM/Mem   |
| 1    | 8/128 GB  | 8/128 GB  | 12/128 GB |
| 2    | 12/128 GB | 12/128 GB | 12/256 GB |
| 3    | -         | 12/256 GB | 16/512 GB |
| 4    | -         | 12/512 GB | -         |

| 種類 | S20 FE   | S20 TE    |
| ---- | -------- | --------- |
| 種類 | RAM/Mem  | RAM/Mem   |
| 1    | 6/128 GB | 12/128 GB |
| 2    | 8/128 GB | -         |
| 3    | 8/256 GB | -         |

## 其他版本

### BTS Edition
這是三星與防彈少年團合作發行的S20+霧面紫色版，銷售只有一小時後就停產。

### Fan Edition
簡稱S20 FE於2020年9月23日發行，可視為旗艦機的精簡化版本，是向支持者回饋之作。機面採用6.5"FHD+ 解像度Infinity-O Super AMOLED屏幕，支援120Hz更新率，3,200 萬像素前相機的開孔部份，直徑只有3.34mm，是現有Samsung手機中開孔部份最小的手機。Samsung Galaxy S20 FE還設有IP68防水機身，並有六款顏色選擇。

### Tactical Edition
簡稱S20 TE是專門提供給美軍與美国国防部及其相關政府單位使用。這個行動電話已取得美国国家安全局的國安機密商業技術解決方案的批准，支援夜視、匿蹤模式與無人航空載具以及激光测距仪。還可以連線戰術無線電與任務系統，以及執行支援戰鬥輔助的應用程式例如戰場輔助創傷分散式觀察套件。

## 外部連結
- 官方网站

| 前任： 三星Galaxy S10系列 | 三星Galaxy S20系列 2020 | 繼任： 三星Galaxy S21系列 |